# Mar Vidal
Mar Vidal (Cartagena, 1968) è un'attrice spagnola, nota per aver interpretato il ruolo di Agustina nella soap Un altro domani (Dos vidas).

## Biografia
Mar Vidal è nata nel 1968 a Cartagena, in provincia di Murcia (Spagna), e oltre alla recitazione si occupa anche di teatro.

## Carriera
Mar Vidal ha iniziato a recitare in teatro, poi ha preso parte a film come nel 2001 in Ya no estás sola, nel 2003 in El furgón, nel 2015 in Para papá con amor, nel 2018 in Sin roderos e nel 2021 in Madres paralelas. Ha preso parte anche a vari cortometraggi come nel 2003 in Consulta Dr. Marx, nel 2008 ne La foto, nel 2019 ne La partida e nel 2022 in El cacharrico. Oltre ad aver recitato al cinema, ha preso parte anche a varie serie televisive come nel 2017 e nel 2018 in Centro médico, nel 2020 in El pueblo, nel 2022 in Heridas, in Sagrada familia, in El apagón e in Nacho, una industria XXXL, mentre nel 2022 ha ricoperto il ruolo di Agustina nella soap opera Un altro domani (Dos vidas).

## Filmografia

### Cinema
- Ya no estás sola (2001)
- El furgón, regia di Benito Rabal (2003)
- Para papá con amor, regia di Sukuma (2015)
- Sin roderos, regia di Santiago Segura (2018)
- Madres paralelas, regia di Pedro Almodóvar (2021)

### Televisione
- Centro médico – serie TV (2017-2018)
- El pueblo – serie TV (2020)
- Un altro domani (Dos vidas) – soap opera, 30 episodi (2021)
- Heridas – serie TV (2022)
- Sagrada familia – serie TV (2022)
- El apagón – serie TV (2022)
- Nacho, una industria XXXL – serie TV (2022)

### Cortometraggi
- Consulta Dr. Marx (2003)
- La foto, regia di Lito Campillo (2008)
- La partida, regia di LuiBelda (2019)
- El cacharrico, regia di Oscar Toribio (2022)

## Teatro
- Cuentacuentos
- Las Tirias (2004)
- Representación histórica de San Ginés De La Jara (2004-2009)
- Ayto (2004-2019)
- Ajedrez viviente (2007)
- Teatro al Minuto (2008)
- Viaje de los sentidos (2009)
- Kalima, la niña que sey cayó de un carro, presso il teatro Esfera (2009)
- Perfomences y monólogo contra la violencia de género (2010-2014)
- Noche de los muesos (2013-2017)
- Nuestra vida de risa, presso il teatro Esfera
- Un viaje de solteros, diretto da Almudena Fernández, presso il microteatro di Madrid
- Drama de pretorio
- El cielo puede, diretto da Eder Mol.Enero (2022)
- Maltidos suecos, diretto da Eder Mol (2022)

## Doppiatrici italiane
Nelle versioni in italiano dei suoi film e delle sue serie TV, Mar Vidal è stata doppiata da:
- Daniela Abbruzzese[7] in Un altro domani[8]

## Riconoscimenti
- Corso di improvvisazione
  - Vincitrice come Miglior attrice e miglior coppia con Francisco Rabal Cartagena